# Тагизаде, Ирана Тофиг кызы
Ирана Тофиг кызы Тагизаде (азерб. İranə Tofiq qızı Tağızadə; 7 мая 1957, Баку — 9 апреля 2023, Баку) — Народная артистка Азербайджанской Республики (2013), Заслуженный деятель искусств Азербайджанской Республики (2008), режиссёр Азербайджанского государственного академического русского драматического театра.

## Биография
Ирана Тагизаде родилась 7 мая 1957 года в городе Баку. В 1976—1981 годах обучалась на факультете режиссуры драмы в Азербайджанском государственном институте искусств имени М. Алиева. С 1984 года работала в Азербайджанском государственном академическом русском драматическом театре.

### Творческая деятельность
Ирана Тагизаде поставила множество спектаклей в Азербайджанском государственном академическом русском драматическом театре, включая:
- «Карамазовы» Ф. Достоевского,
- «Двенадцатая ночь» У. Шекспира,
- «Трамвай „Желание“» Т. Уильямса,
- «Artistin taleyi» и «Teleskop, ya yuxuda və reallıqda uçuşlar» Эльчина,
- «Ah, bu Anna» М. Камолетти,
- «Сказка о царе Салтане» А. Пушкина,
- «Моя жена зовут Морис» Р. Шара.

Также она работала в Азербайджанском государственном академическом национальном драматическом театре, где поставила спектакль «Sənətkarın taleyi» по пьесе Эльчина, который получил признание зрителей.

### Смерть
Ирана Тагизаде скончалась 9 апреля 2023 года в Баку. 10 апреля 2023 года была похоронена на Общегородском кладбище.
Народный писатель Азербайджана Эльчин в некрологе о ней отметил:
Она чувствовала жизнь, умела видеть то, что было незаметно, и сцена для неё была частью жизни. Её лучшие спектакли не были только видимой частью айсберга; их ценность и успех заключались в способности передать зрителю и невидимую часть этого айсберга. Ирана Тагизаде была одной из немногих выдающихся деятелей театра, которых я знал, обладающих широким кругозором, знанием театра и драматургии, творческой культурой и компетентностью.

### Семья
Отец — Тофига Тагизаде и супруг Фирдовси Атакишиева.

## Награды
За заслуги в театральной сфере Ирана Тагизаде была удостоена ряда наград:
- 2008 — Заслуженный деятель искусств Азербайджанской Республики[7],
- 2013 — Народная артистка Азербайджанской Республики[8].
- Премия Президента Азербайджанской Республики — 30 апреля 2014 года[9], 6 мая 2015 года[10], 6 мая 2016 года[11], 1 мая 2017 года[12], 9 мая 2018 года[13], 10 мая 2019 года[14].
- В 2020 году она также удостоилась персональной пенсии Президента Азербайджанской Республики[15].